# Controlemonster
Een controlemonster is in de analytische chemie een monster met bekende samenstelling dat gebruikt wordt om een scheidings- of analysemethode te testen. Vooral als monsters een groot aantal bewerkingen moeten ondergaan, voordat de feitelijke analyse kan worden uitgevoerd, bewijst een controlemonster zijn waarde. Ook in meetmethoden waarbij de apparatuur eerste gekalibreerd moet worden is het gebruik van controlemonsters onontbeerlijk.

## Voorbeeld

### Spectroscopie
In de spectroscopie wordt eerst een serie oplossingen met een bekende samenstelling gemaakt. De samenstelling is bekend omdat de oplossingen gemaakt worden via het inwegen van een bekende hoeveelheid referentiemateriaal. Indien bij het inwegen of de eerste verdunning van het referentiemateriaal een vergissing gemaakt wordt, blijkt dit niet uit de calibratielijn. Deze is, als in de verdere procedure geen fouten zijn gemaakt, volgens de verwachting. Een controlemonster dat iedere keer dat de analyse wordt uitgevoerd, ook wordt gemeten, zal nu een andere waarde geven.
Bij spectroscopie worden sleetmaterialen bepaald die in het oliestaal voorkomen. Voor motorolie zijn de voornaamste sleetmaterialen: ijzer, koper, aluminium, en chroom. Dit zijn materialen waaruit de onderdelen van de motor samengesteld zijn. Door ervaring weet men hoeveel ppm (deeltjes per miljoen) de maximumwaarden mogen zijn van de verschillende sleetmaterialen.
Ook de FDF additieven die de olie nog bevat worden door deze spectro-analyse bepaald. Als deze waarden te veel gedaald zijn, dient men de olie te vervangen. Bij zeer grote motoren, zoals scheepsmotoren, worden dan additieven toegevoegd om deze weer op peil te brengen. De additieven zijn anti-sleet-middelen, anti-schuimmiddelen, anti-verzuringsmiddelen enz.

### Destillatie
Bij de bepaling van met vluchtige stoffen verontreinigde motorolie moet het monster gedestilleerd worden. Ter controle wordt van de methode wordt een controlemonster met ongebruikte motorolie gemaakt waaraan bijvoorbeeld 1% tolueen is toegevoegd. In de op de destillatie volgende analyse moet de tolueen weer als hoeveelheid van 1% teruggevonden worden.
Deze distillatie gebeurt om te bepalen hoeveel benzine of dieselolie in de motorolie terecht is gekomen door lekkage via de zuigers of andere insijpeling.